# Луций Кальпурний Бибул
Лу́ций Кальпу́рний Би́бул (лат. Lucius Calpurnius Bibulus; родился, предположительно, в 68 году до н. э. — умер в 32 году до н. э., провинция Сирия, Римская республика) — римский военный и политический деятель из плебейского рода Кальпурниев, претор-десигнат 36 года до н. э. После поражения республиканцев под Филиппами был прощён Марком Антонием, который назначил его командующим флотом. С 34 года до н. э. управлял провинцией Сирия, где вскоре умер. Историк-мемуарист.

## Биография
Луций Кальпурний принадлежал к плебейскому роду Кальпурниев и был младшим сыном многократного коллеги Гая Юлия Цезаря по курульным должностям Марка Кальпурния Бибула. Его рождение крупный британский учёный Р. Сайм датирует, предположительно, 68 годом до н. э., а немецкий антиковед Й. Рюпке и вовсе относит это событие к началу 70-х годов.
Благодаря сохранившейся переписке Марка Туллия Цицерона известно, что весной 45 года до н. э. Луций Кальпурний находился в Афинах, где обучался эллинской культуре и философии.
В 43 году Бибул присоединился к Бруту в Македонии. В качестве командующего авангардом он принял участие в битве при Филиппах, где был пленён Марком Антонием, а, будучи прощён триумвиром и поступив к нему на службу, отправился в качестве легата в Сирию.
Позже Бибул написал «небольшую книгу воспоминаний о Бруте», которая сохранилась, по крайней мере, до времён Плутарха.
Луций Кальпурний скончался в 32 году до н. э., являясь, по распоряжению Антония, наместником Сирии.